# Міхал Копчинський
Міхал Копчинський (пол. Michał Kopczyński, нар. 15 червня 1992, Замостя) — польський футболіст, півзахисник клубу «Варта» (Познань).
Виступав, зокрема, за клуби «Легія» та «Вігри» (Сувалки).

## Кар'єра гравця
Народився 15 червня 1992 року в місті Замостя. Вихованець футбольної школи клубу «Легія». З 2010 року виступав у Млодій Екстраклясі. У складі молодіжної команди двічі став чемпіоном Польщі, в сезонах 2011/12 та 2012/13 років. 5 серпня 2012 року під час матчу кубку Польщі проти клубу «Окоцимський» дебютував у футболці дорослої команди «Легії». 19 серпня 2012 року дебютував у національному чемпіонаті в матчі проти «Корони» (Кельце). Наступний матч за основну команду «Легії» Копчинський провів в сезоні 2013/14 років, проти «Заглембе». 
Своєю грою за цю команду привернув увагу представників тренерського штабу клубу «Вігри» (Сувалки), до складу якого приєднався 2014 року на правах оренди. Відіграв за команду з міста Сувалки наступний сезон своєї ігрової кар'єри. Більшість часу, проведеного у складі «Вігри», був основним гравцем команди.
До складу клубу «Легія» повернувся 2015 року. Відтоді встиг відіграти за команду з Варшави 18 матчів у національному чемпіонаті.

## Статистика виступів
(Станом на 23 лютого 2017 року)
| Клуб                  | Сезон            | Ліга             | Ліга  | Ліга | Кубок Польщі | Кубок Польщі | Єврокубки | Єврокубки | Загалом | Загалом |
| Клуб                  | Сезон            | Ліга             | Матчі | Голи | Матчі        | Голи         | Матчі     | Голи      | Матчі   | Голи    |
| --------------------- | ---------------- | ---------------- | ----- | ---- | ------------ | ------------ | --------- | --------- | ------- | ------- |
| Легія (Варшава)       | 2012/13          | Екстракляса      | 1     | 0    | 2            | 1            | 0         | 0         | 3       | 1       |
| Легія (Варшава)       | 2013/14          | Екстракляса      | 2     | 0    | 0            | 0            | 0         | 0         | 2       | 0       |
| Вігри (Сувалки) (ор.) | 2014/15          | I ліга           | 26    | 3    | 0            | 0            | –         | –         | 26      | 3       |
| Легія (Варшава)       | 2015/16          | Екстракляса      | 2     | 0    | 3            | 0            | 0         | 0         | 5       | 0       |
| Легія (Варшава)       | 2016/17          | Екстракляса      | 17    | 0    | 0            | 0            | 11        | 0         | 28      | 0       |
| Усього в кар'єрі      | Усього в кар'єрі | Усього в кар'єрі | 48    | 3    | 5            | 1            | 11        | 0         | 64      | 4       |

## Досягнення
- Екстракляса
  -  Чемпіон (4): 2012/13, 2013/14, 2015/16, 2016/17

- Кубок Польщі
  -  Володар (2): 2012/13, 2015/16